# Liftkracht

Animatie van werking van liftkracht.

De liftkracht is de kracht die een stromend gas of vloeistof op een lichaam uitoefent loodrecht op de richting van de stroming.
Van liftkracht wordt gebruikgemaakt in de aerodynamica door de vleugels en roeren van een vliegtuig. Ook de propeller ontleent hier zijn voortstuwende kracht aan, net zoals zeilboten en windsurfplanken. Ook bij windturbines en windmolens is liftkracht het voortstuwende principe.
In de hydrodynamica wordt het principe gebruikt voor de voortstuwing door de schroef en besturing door het roer, maar ook bijvoorbeeld door draagvleugelboten.

## Principes
De liftkracht is gedefinieerd als de kracht, loodrecht op de richting van de stroming (buiten het gebied waar de vleugel, het zeil of het wiekblad de stroming afbuigt). Voor vliegtuigen, die op constante hoogte vliegen is de liftkracht zuiver verticaal. In de andere gevallen (zeil, windturbineblad, molenwiek) moeten we rekenen met de schijnbare wind. Dit is de resultante van de windsnelheid en de snelheid van het zeil of blad zelf, en deze laatste snelheid kan vele malen groter zijn dan de windsnelheid.
Liftkracht is het gevolg van verscheidene effecten, zoals de reactiekracht van de lucht- of vloeistofstroom over het oppervlak, de Kutta condition en het Coandă-effect.
Het effect van de reactiekracht is eenvoudig te begrijpen. Een vlakke plaat die een hoek maakt met de luchtstroom, zo dat de luchtstroom aan de onderzijde van de plaat wordt afgebogen, ondervindt behalve een reactiekracht in de richting van de stroom, ook een naar boven gerichte component. Deze reactiekracht is de belangrijkste component van de liftkracht bij vliegtuigvleugels.
Een platte plaat volstaat om vliegtuigen in de lucht te houden. Een vlakke vleugel is echter om meerdere redenen niet optimaal. Naast de vereiste neerwaartse kracht veroorzaakt een vlakke plaat ook turbulentie en luchtweerstand. Uit vele experimenten en berekeningen is gebleken dat de bovenkant van de vleugel beter een bolle vorm kan hebben. De luchtstroom volgt het vleugeloppervlak en buigt hierdoor ook aan de bovenkant van de vleugel naar beneden. Zonder deze bolle vorm zou de luchtstroom boven de vleugel bij een kleinere aanstromingshoek al loslaten (gewoon rechtdoor gaan) en zouden er luchtwervelingen ontstaan. Deze turbulentie werkt remmend en omdat de lucht aan de bovenkant van de vleugel niet meer afgebogen wordt, is er ook minder liftkracht. Deze bijdrage aan de totale liftkracht, die dus veroorzaakt wordt door het afbuigen van de luchtstroom, is gebaseerd op de Derde wet van Newton en wordt daarom wel de benadering van Newton genoemd.
De luchtsnelheidsverschillen boven en onder een vleugelprofiel kunnen met behulp van de Wet van Bernoulli worden omgerekend in drukverschillen, die ook weer liftkracht veroorzaken. De verklaring dat de lucht langs de bovenkant van de vleugel een langere weg moet afleggen en daarom sneller gaat stromen dan de lucht die onder de vleugel door gaat, is onjuist. We zouden dan immers ook wel een vleugel met een holle bovenkant of met heel veel hobbeltjes erin kunnen maken.

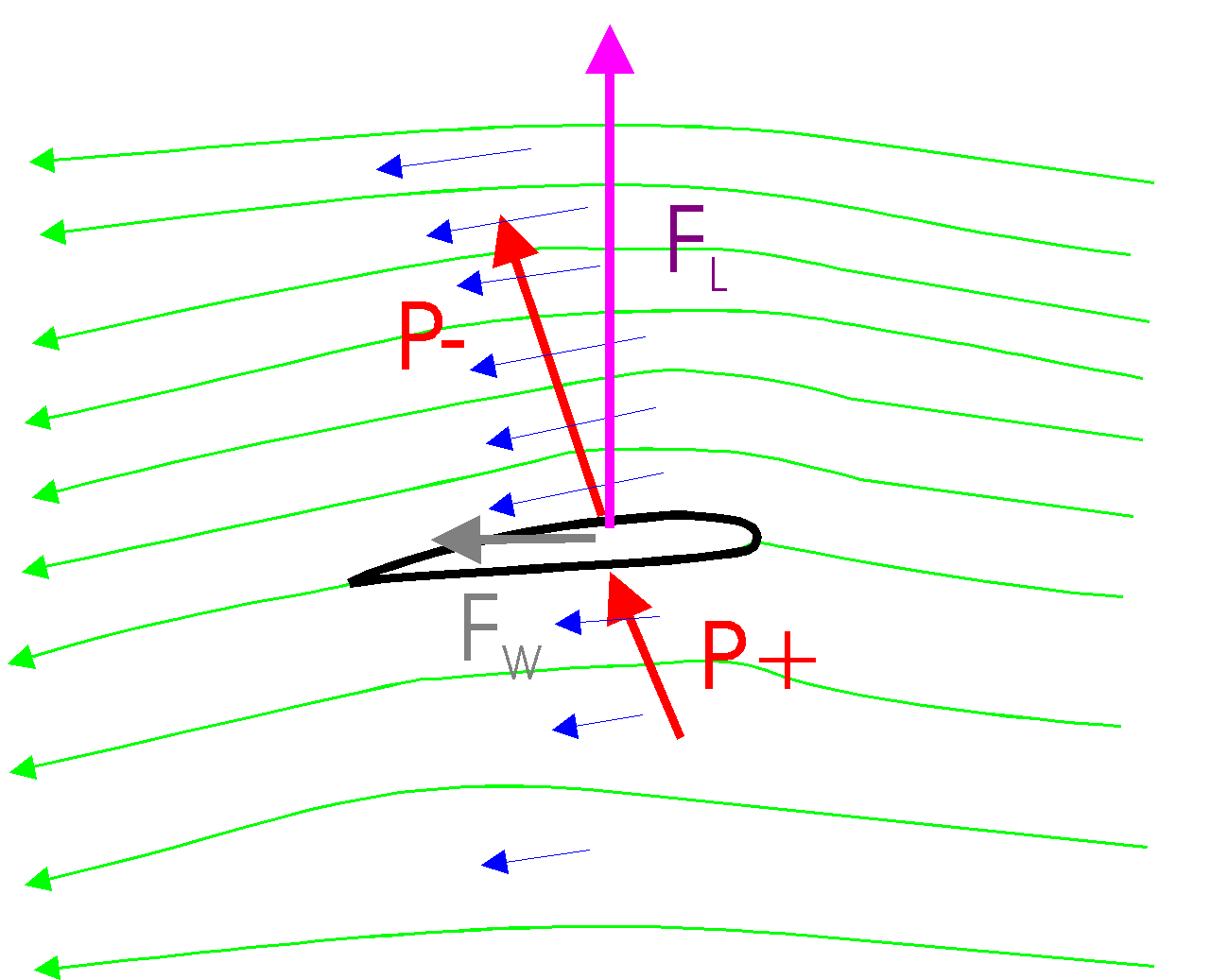
Stroming om en krachten op een vleugel.

In professionele kringen rekent men met circulatie volgens de werveltheorie. Deze berekeningen zijn correct, maar geven weinig intuïtief inzicht in de aard van het ontstaan van liftkracht.
De verplaatsing van de vleugel door de lucht veroorzaakt aan de onderkant van een vleugel een overdruk en aan de bovenkant van de vleugel een onderdruk. Deze drukverschillen veroorzaken zelf nog een extra effect. De lucht aan de onderkant van de vleugel wordt door de overdruk ter plaatse afgeremd. Door de onderdruk boven de vleugel wordt de lucht naar de bovenkant van de vleugel gezogen. Dit veroorzaakt een grotere snelheid van de lucht boven de vleugel dan er onder. Daardoor wordt typisch 2/3 van de liftkracht aan de bovenkant van de vleugel geleverd en 1/3 aan de onderkant. De afbuigkrachten voor de luchtmassa zijn evenredig met het kwadraat van de luchtsnelheid.
In nevenstaande figuur zijn om een dwarsdoorsnede van een vleugelprofiel stroomlijnen getekend (groen). Dit is het pad dat luchtdeeltjes afleggen als zij langs de vleugel stromen. In de lucht ver vóór de vleugel zijn ze op gelijke afstand getekend (bijvoorbeeld elke 5 meter). Als stroomlijnen dichter bij elkaar gaan lopen en de dichtheid blijft (ongeveer) gelijk, betekent dit dat de deeltjes sneller gaan stromen. De luchtsnelheid en stromingsrichting zijn aangegeven met de blauwe pijlen. De rode pijlen geven een indicatie van de onderdruk boven de vleugel en de overdruk er onder. Ten slotte geeft de paarse pijl de totale liftkracht weer en de grijze de weerstand. Men probeert de stromingsweerstand altijd zo laag mogelijk te houden. Bij een vliegtuig dat met constante snelheid op constante hoogte vliegt, is de liftkracht gelijk aan de zwaartekracht veroorzaakt door de massa van het hele vliegtuig en de voortstuwende kracht gelijk aan de weerstand van het vliegtuig.

## Liftformule

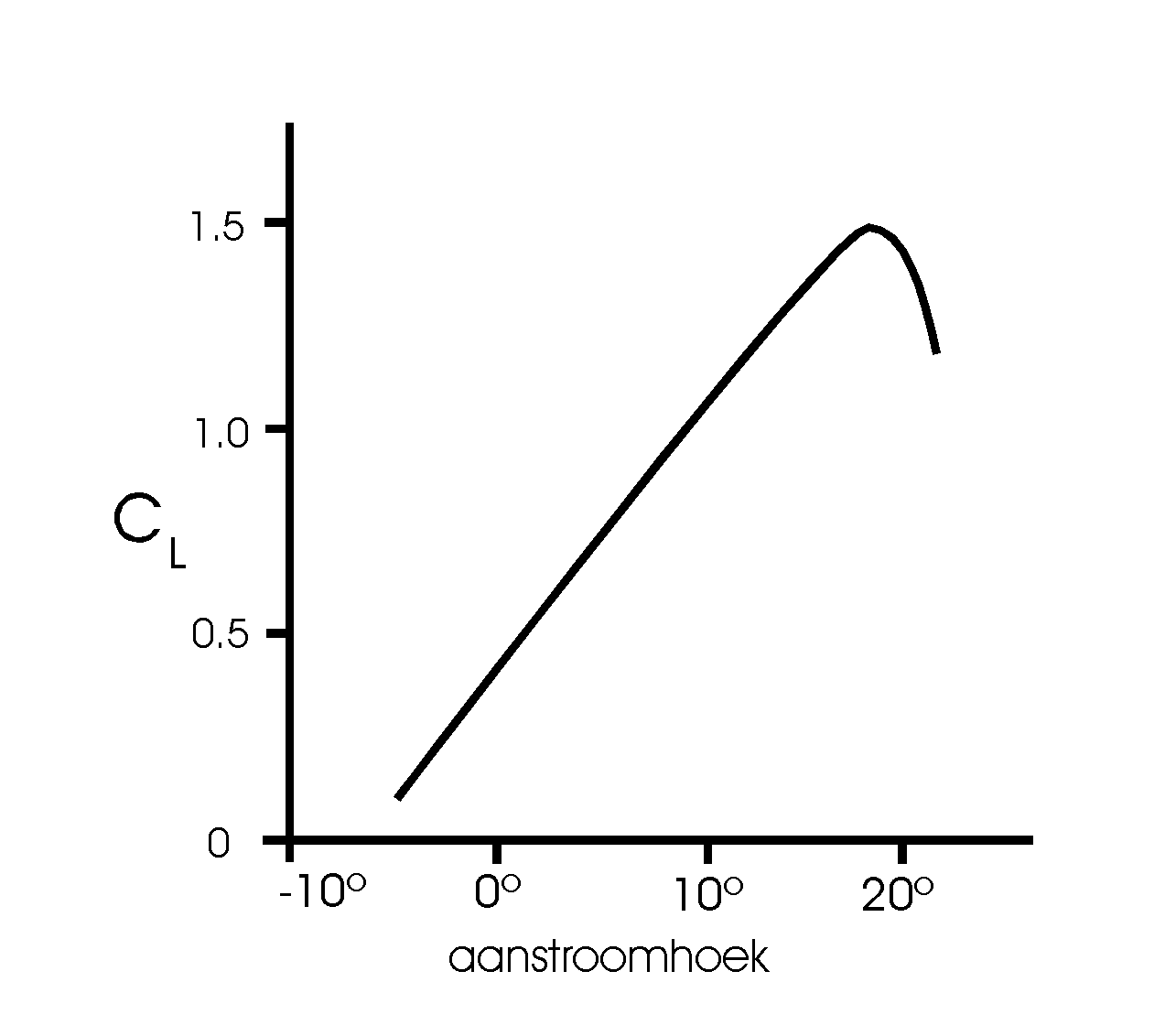
Fig 2. Liftcoëfficiënt als functie van de aanstroomhoek.

De liftkracht {\displaystyle L} wordt als volgt berekend:
{\displaystyle L={\tfrac {1}{2}}\rho \cdot v^{2}\cdot S\cdot C_{\text{L}}(\alpha )}
Daarin is:
- {\displaystyle \rho } de dichtheid van lucht (in kg/m3; 1,293 kg/m3 op zeeniveau, 0,35 kg/m3 op 10 km hoogte);
- {\displaystyle v} de werkelijke luchtsnelheid (in m/s) ten opzichte van het gelifte deel;
- {\displaystyle S} het oppervlak (in m2) van het gelifte deel;
- {\displaystyle C_{\text{L}}} is de liftcoëfficiënt (dimensieloos) ten opzichte van {\displaystyle \alpha } (aanstroomhoek).

In figuur 2 is de liftcoëfficiënt als functie van de aanstroomhoek gegeven. De aanstroomhoek (angle of attack) is de hoek die onbeïnvloede stroming maakt met de koorde van de vleugel (lijn van voorkant naar achterkant vleugel). {\displaystyle C_{\text{L}}} heeft voor veel profielen, zoals dat van figuur 1, al een positieve waarde bij aanstroomhoek 0°. Dat komt doordat de stroming over de gebogen achterkant al naar onder wordt afgebogen als de koorde van de vleugel evenwijdig met de stroming staat. Bij een bepaalde kritische hoek (10 à 20°) neemt de liftkracht plotseling zeer sterk af. Vliegtuigen mogen deze toestand van overtrek normaal gesproken niet bereiken. De curve is specifiek voor een bepaald profiel, maar heeft voor goede ontwerpen wel altijd ongeveer deze vorm.
Vliegtuigvleugels (en sommige scheepsroeren) hebben aan de achter- en/of voorkant 'flappen' of 'kleppen' (Engels: flaps en slats). Hiermee kan de lucht sterker naar onder of naar boven worden afgebogen. Daardoor wordt {\displaystyle C_{\text{L}}} en dus ook de liftkracht L groter (als de lucht meer naar beneden wordt afgebogen). Deze welvingskleppen worden gebruikt om voldoende lift te genereren in vlucht bij lagere snelheid, zoals bij het opstijgen en landen.

## Voorbeeld
Een Boeing 747 vliegt in horizontale vlucht op 10 km hoogte met een snelheid van machgetal 0,84 = TAS 485 kts ≈ 900 km/uur met belading. 
- De massa stellen we op 340.000 kg, dus de zwaartekracht is 3.332.000 newton, wat gelijk aan de liftkracht {\displaystyle L} moet zijn (omdat het vliegtuig niet klimt noch daalt)
- De vleugeloppervlakte is {\displaystyle S=511} m².
- De snelheid is {\displaystyle v=250} m/s
- De dichtheid {\displaystyle \rho } van de lucht op 10 km hoogte is 0,35 kg/m3.

De liftformule kan ook geschreven worden als:
{\displaystyle C_{\text{L}}={\frac {2L}{\rho v^{2}S}}}
Na invulling van bovenstaande gegevens volgt: {\displaystyle C_{\text{L}}=0{,}6}.
Dit lijkt gezien de bovenstaande plaatjes een redelijke waarde. Als het vliegtuig iets minder zwaar belast is (bijvoorbeeld totaal massa 2/3 van bovenstaande waarde), wordt {\displaystyle C_{\text{L}}=0{,}4}. Het vliegtuig zal zo geconstrueerd worden dat het bij gemiddelde belasting horizontaal vliegt met de vleugelkleppen in een neutrale stand (ingetrokken).
Het drukverschil op de vleugels kan berekend worden door de liftkracht te delen door de vleugeloppervlakte: 3.332.000/511 = 6520 N/m2. Dit is bij maximale belasting. Uitgaande van de 2/3 - 1/3 verhouding voor de druk boven en onder de vleugel volgt voor de overdruk onder de vleugel: 2170 N/m2 en onderdruk boven de vleugel: 4350 N/m2. De absolute luchtdruk op 10 km hoogte is 25.000 N/m2. De drukverschillen zijn dus niet zeer klein ten opzichte van de luchtdruk: 17 % onderdruk boven de vleugel en 8 % overdruk onder de vleugel.